# Dominique-Joseph René Vandamme
Dominique-Joseph René Vandamme (nacido en Cassel, departamento de Nord, el 5 de noviembre de 1770, fallece en Cassel el 15 de julio de 1830). General del Imperio, y conde de Unseburgo en Alsacia.

## La revolución
Hijo de un cirujano de Cassel, alumno de la Escuela militar de París, y prohijado por el mariscal de Biron, entra el 8 de julio de 1788 como soldado en el 4.º Batallón Auxiliar del Regimiento de las Colonias, embarca el 2 de febrero de 1789, en Lorient, en el filibote L’Uranie, llegando el 31 de marzo a la Martinica, incorporándose inmediatamente al regimiento de esta colonia.
Regresa a Francia con el grado de sargento el 29 de abril de 1790, pasando el 22 de junio de 1791 al regimiento de Brie, luego 24.º de Infantería, siendo licenciado el 26 de agosto de 1792.
En 1792, entusiasmado por las ideas de la Revolución francesa, Vandamme forma una compañía franca en su tierra natal, conduciéndola al Ejército del Norte. Tras la unión de la compañía al Batallón de los Cazadores de Mont-Cassel, se convierte en jefe de dicho cuerpo el 5 de septiembre de 1793.
Los ejércitos de Hannover ocupan Hondschoote, los británicos acampan ante Dunkerque, que amenazan con ocupar. Vandamme manda el batallón de Cassel en la batalla de Hondschoote (del 6 al 8 de septiembre) (bajo el mando de Houchard).
El 27 de septiembre de 1793, con veintitrés años de edad, es ascendido a general de brigada y participa en la toma de Furnes el 30 de vendimiario del año II. Contribuye, el 1 de termidor, a la conquista de Ypres.
En julio de 1794, durante la toma de Nieuport bajo el mando de Moreau, gran parte de los emigrados allí refugiados son masacrados. Se ve obligado a retirarse ante fuerzas superiores, perdiendo una parte de su artillería. En esta campaña Vandamme se distingue ante Vanloo y toma Menin.
Durante la campaña del año III, siendo comandante interino de la división de Moreau, toma el fuerte de Schrenck el 16 de brumario, y el 19, expulsa al enemigo de Budwich.
Sin embargo, durante la reorganización del Estado Mayor del Ejército, el 25 de pradial, es pasado a la reserva. Su caída en reserva obedecía al hecho de haber sido denunciado como terrorista y por haber entregado Furnes al pillaje. Sin embargo, el Comité de Salvación Pública, por edicto del 7 de vendimiario del año IV le devolvió a la situación de servicio activo.
Enviado al oeste el 29 de septiembre de 1795, recupera rápidamente su grado en el Ejército de Sambre y Mosa, mandado por Jourdan, y luego en el Ejército del Rin y Mosela.
Vandamme abrió, el 27 de termidor del mismo año, la puerta que protegía la pequeña ciudad de Alpersbasch, atravesó el Lech, bajo el fuego enemigo, lanzándose al ataque de las alturas de Friedberg, abalanzándose sobre los austríacos a la cabeza de tres regimientos de caballería ligera, tomándoles 16 piezas de artillería, y persiguiéndolos en proximidad hasta el valle del Sarre. Pocos días más tarde, se distinguió por un ataque impetuoso a los atrincheramientos de Kehl y de Huningue.
En el año siguiente, en el paso del Rin por Diersheim, donde murió un caballo que montaba, sus tropas efectuaron el primer desembarco, penetrando más allá de Gengenbach, y derrotó al enemigo entre Zimmern y Benchen, rechazándolo hacia el Kniebis.
Habiéndose reactivado la guerra tras el atentado de Rastatt, Vandamme, que había sido nombrado general de división el 17 de pluvioso del año VII, mandaba el ala izquierda del Ejército del Danubio.
Un día en que, débilmente custodiado, iba a reconocer los puestos enemigos a la aventura, cayó en una emboscada de los dragones del regimiento de Latour. Rápidamente abandonado por sus hombres, combate solo contra ocho adversarios, matando a dos, poniendo en fuga al resto y regresando a las filas francesas.
Habiéndosele formulado nuevas acusaciones, el Directorio, por decreto del 8 de floreal, ordena se le forme consejo de guerra, pero un nuevo decreto de 2 de fructidor anula el anterior. Entonces es enviado a las costas del noroeste, para coadyuvar a su defensa.
Finalizada la operación, el 19 de septiembre de 1799, Vandamme, encuadrado ahora en el Ejército de Holanda bajo las órdenes de Brune, se dirige a Holanda, invadida por una fuerza combinada de Inglaterra y Rusia. Colocado en el ala izquierda del ejército franco-bávaro, captura una división rusa completa en la batalla de Bergen, contribuyendo notablemente a la victoria francesa en la batalla de Castricum. Persigue al duque de York hasta su reembarque.
Tras unos pocos días de descanso en Cassel, el 20 de enero de 1800, vuelve a encontrarse con su amigo Moreau en una campaña del Ejército del Rin coronada por el éxito: participa en el paso del Rin por el Ejército del mismo nombre, hace capitular al fuerte de Hohentweil, protegido por 80 piezas de artillería, y participa igualmente en la batalla de Hohenwiel el 2 de mayo, batalla de Stockach el 3, batalla de Engen el 4, batalla de Moeskirch el 5, batalla de Menningen el 10.
El 17 de agosto de 1800, es acusado nuevamente, esta vez por irregularidades administrativas, y es nuevamente destituido, aunque por breve tiempo ya que queda agregado al Ejército de los Grisones bajo el mando de Macdonald. Pasado a la reserva el 29 de termidor del año VIII, y vuelto a llamar el 19 de fructidor al servicio activo, manda la vanguardia del llamado Ejército de Reserva, con la cual franquea el Splügen. El 9 de febrero de 1801, el tratado de Lunéville pone fin a una campaña difícil, en la que tuvo actuaciones destacadas.
Acogido a su regreso con untuosidad por el primer cónsul, recibe un par de pistolas manufacturadas en Versalles. Nombrado miembro de la Legión de Honor el 19 de frimario del año XII, y gran oficial de la Orden el siguiente 25 de pradial, mandaba la 2.ª División en Saint-Omer.

## El Imperio
El 6 de octubre de 1805, en la primera campaña de Alemania de Napoleón Bonaparte manda la 2.ª División en el IV Cuerpo del mariscal Soult, tuvo el honor, el 13 de vendimiario, de dar los primeros golpes al ejército austríaco, expulsando, en el puente de Donawert, al regimiento de Colloredo, que perdió 60 hombres y tuvo 150 prisioneros.
El 2 de diciembre de 1805, durante la batalla de Austerlitz, Vandamme combate para conquistar la planicie de Pratzen y rechaza a la bayoneta a la infantería rusa antes de conquistar el pueblo de Augezd y más tarde el de Telnitz. Su división ocupaba la izquierda del mariscal Soult. La victoria es espectacular: 45.000 rusos y austríacos muertos, heridos o prisioneros (entre los cuales 15 generales rusos), 40 banderas y 120 cañones tomados.
Estas acciones suponen para Vandamme, el 3 de nivoso, la dignidad de la Gran Águila de la Legión de Honor.
El 2 de diciembre de 1806, Napoleón le envía junto a su hermano Jerónimo. Al frente de una división de Wurtemberg, se apodera de Glogovia el 5 de diciembre, consigue tomar Breslau, que capitula el 4 de enero de 1807, Brzeg el 17 de enero, Schweidnitz el 8 de febrero, Neisse el 16 de junio. Avanzando sobre Glatz, el 23 de junio. El 22 de octubre de 1806, se le concede la Gran Cruz de la Orden Real de Holanda, y Federico I de Württemberg le concede la Gran Cruz de la Orden Militar.
El emperador le había concedido el mando de la 16.ª División el 11 de septiembre de 1807, y le confirió Boulogne el 16 de agosto de 1808; enviándole el 11 de marzo de 1809, a Hildesheim, para ponerse al frente de los 10 000 wurtemburgueses que formaban el VIII Cuerpo del Ejército con el que, el 29 de abril conjuntamente con el mariscal Lefebvre, derrota en Abensberg a la división austríaca del general Thierry, al igual que conquista el 22 de abril de 1809 en la batalla de Eckmühl el castillo y la ciudad del mismo nombre. El 17 de mayo rechaza al enemigo en Urfahr. En julio de 1809, resulta herido en la batalla de Wagram.
Reintegrado en su mando del campo de Boulogne, ocupado en su ausencia por el general Sainte-Suzanne, se permitió instalarse a la fuerza en la casa del alcalde, haciendo tirar los muebles que no le parecieron convenientes. Napoleón envió a Vandamme a la 14.ª División, tras nombrarle, el 1 de enero de 1811 presidente del Colegio Electoral de Hazebrouck. Poco antes le había otorgado el título de conde de Uneburgo.
Aunque destinado al mando de las tropas westfalianas en la campaña de Rusia, no hizo la campaña, quedando en situación de disponible el 6 de agosto de 1812, a raíz de sus desavenencias con el rey Jerónimo Bonaparte.
Llamado a la Grande Armée el 18 de marzo de 1813. Conquista el 29 de abril la isla de Wilhemsburg, lo que le permitió iniciar el bombardeo de Hamburgo, que el enemigo evacuó durante la noche del 30 al 31, tomando la ciudad el 1 de mayo y se prepara a marchar contra los rusos cuando el armisticio del 4 de junio suspendió momentáneamente las hostilidades hasta el 12 de agosto.
Reanudados los combates, se apodera, el 25 de agosto, de Perne y de Hodendorf, derrota el 28 a Eugenio de Wurtemberg, al que hace 2.000 prisioneros, atraviesa las gargantas de la gran cadena montañosa de Bohemia y marcha sobre Kulm, donde 10 000 rusos, mandados por el general Ostermann, le hacen retroceder tras un combate encarnizado. Es la derrota de la batalla de Kulm. Es capturado por los cosacos cuando intentaba salvar su ejército, y es hecho prisionero. Enviado a Moscú, y luego a Kazán, a veinte leguas de Siberia.
En 1814, se firma paz. Regresa a Francia el 1 de septiembre, y le es asignada residencia en Cassel por orden del Gobierno. El 20 de marzo de 1815 le vuelve a poner de actualidad, y se traslada de inmediato a París. Durante los Cien Días se une al emperador, que le nombra par de Francia. El 9 de abril de 1815, Napoléon le coloca al frente del III Cuerpo de Ejército, con el que, tras la batalla de Ligny, obtiene un avance significativo en Wavre.
Estaba en persecución del enemigo cuando tiene conocimiento de la derrota en la batalla de Waterloo.
A pesar de estar constantemente presionado por los prusianos, efectúa su retirada en buen orden, atravesando el río Sambre en Namur, sin que éstos se atreviesen a molestarlo, replegándose hacia París, a donde transporta su Cuerpo casi intacto, así como una considerable cantidad de material.
Vandamme ocupaba entonces Montrouge, Meudon, Vanves e Issy-les-Moulineaux. Varios generales, a cuyo frente destacaba Philibert Fressinet, fueron a buscarle para ofrecerle el puesto de comandante en jefe del Ejército, pero lo rechazó. — Tras la ocupación de París por los aliados a primeros de julio, Vandamme se retira tras el río Loira, enviando su sumisión al rey, lo que no evita su inclusión en la ordenanza del 24 de julio.

## La restauración

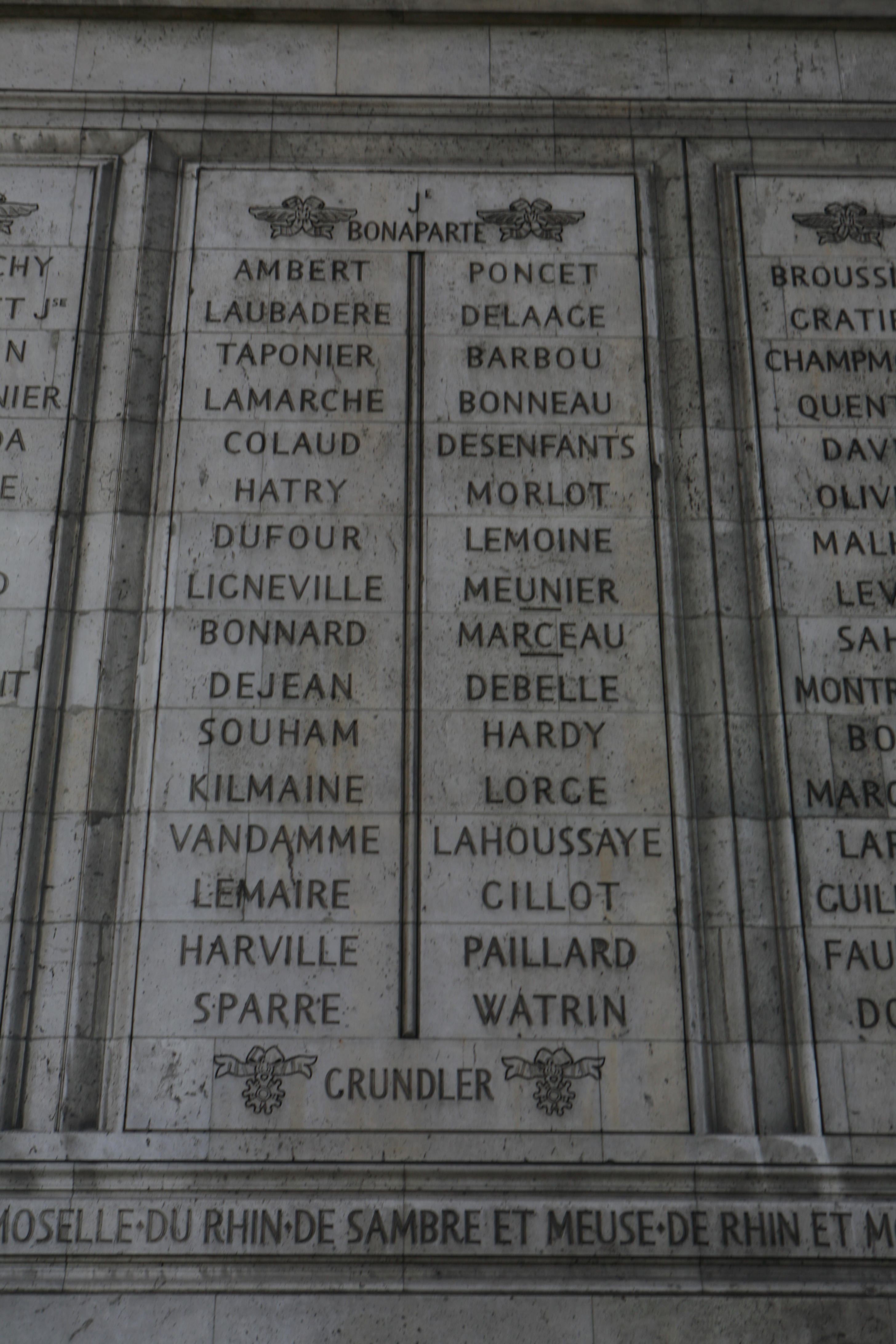
Nombres grabados bajo el Arco de Triunfo: pilar norte, columnas 5 y 6.

Se retira a un castillo cerca de Limoges, pero el prefecto de Haute-Vienne le ordena abandonar el departamento antes de 24 horas, con lo que toma la carretera de Orléans y se traslada a Vierzon.
Incluido en la ordenanza del 14 de julio de 1815, se ve obligado a abandonar el reino y, no recibiendo asilo en Bélgica, embarca hacia los Estados Unidos.
La ordenanza del 1 de diciembre de 1819 sobre los expatriados pone fin a su exilio, siendo incluso restablecido, el 1 de abril de 1820, en la plantilla del Estado Mayor General como disponible. Se retira definitivamente el 1 de enero de 1825.
Desde entonces vive retirado, pasando el buen tiempo en Cassel y el invierno en Gante, ocupando su tiempo libre en obras de beneficencia y en la redacción de sus Memorias. Muere en Cassel, el 15 de julio de 1830.
Su nombre consta inscrito en el lado norte del Arco de Triunfo de París.